# (127871) 2003 FC128
2003 أف سي 128 (ويعرف أيضًا باسم (127871) 2003 أف سي 128 وفق تسمية الكوكب الصغير) (بالإنجليزية: 2003 FC128)‏ هو كويكب ضمن حزام الكويكبات؛ وترتيبه 127871 من حيث الاكتشاف.
اكتُشف هذا الجُرم الفلكي بواسطة مارك ويليام بوي في 31 مارس 2003.

## وصلات خارجية
- (127871) 2003 FC128 في قاعدة بيانات مختبر الدفع النفاث لأجرام النظام الشمسي الصغيرة

- الاكتشاف · مخطط المدار ·  العناصر المدارية · المعلمات المادية

- (127871) 2003 FC128 على موقع ويكي سكاي: DSS2, SDSS, GALEX, IRAS, Hydrogen α, X-Ray, Astrophoto, Sky Map, Articles and images